# Maisoncelles-sur-Ajon
Maisoncelles-sur-Ajon é uma comuna francesa na região administrativa da Normandia, no departamento Calvados. Estende-se por uma área de 4,23 km². Em 2010 a comuna tinha 194 habitantes (densidade: 45,9 hab./km²).